# Matrixoptelling
In de lineaire algebra, een onderdeel van de wiskunde, is een matrixoptelling een operatie waar twee matrices bij elkaar worden opgeteld door de corresponderende elementen op te tellen. Daarnaast bestaat er nog een tweede operatie, de direct som, die ook als een soort van optelling van matrices kan worden beschouwd. 

## Elementsgewijze som
De gebruikelijke matrixoptelling wordt gedefinieerd voor twee matrices met dezelfde dimensie. De som van twee {\displaystyle m\times n}-matrices {\displaystyle A} en {\displaystyle B}, aangeduid met {\displaystyle A} + {\displaystyle B}, is opnieuw een {\displaystyle m\times n}-matrix die wordt berekend door de overeenkomstige elementen van {\displaystyle A} en {\displaystyle B} bij elkaar op te tellen. Bijvoorbeeld:
{\displaystyle {\begin{bmatrix}1&3\\1&0\\1&2\end{bmatrix}}+{\begin{bmatrix}0&0\\7&5\\2&1\end{bmatrix}}={\begin{bmatrix}1+0&3+0\\1+7&0+5\\1+2&2+1\end{bmatrix}}={\begin{bmatrix}1&3\\8&5\\3&3\end{bmatrix}}}
Men kan ook een matrix van een ander matrix aftrekken, zolang beide matrices dezelfde dimensie hebben. De matrix {\displaystyle A-B} wordt berekend door de  overeenkomstige elementen van {\displaystyle B} van {\displaystyle A} af te trekken. De dimesie van de verschilmatrix is dezelfde als van {\displaystyle A} en {\displaystyle B}. Bijvoorbeeld:
{\displaystyle {\begin{bmatrix}1&3\\1&0\\1&2\end{bmatrix}}-{\begin{bmatrix}0&0\\7&5\\2&1\end{bmatrix}}={\begin{bmatrix}1-0&3-0\\1-7&0-5\\1-2&2-1\end{bmatrix}}={\begin{bmatrix}1&3\\-6&-5\\-1&1\end{bmatrix}}}

## Directe som
Een andere operatie, die minder vaak wordt gebruikt, is de directe som. De directe som van de matrices {\displaystyle A} en {\displaystyle B} van respectievelijke afmetingen {\displaystyle m\times n} en {\displaystyle p\times q} is een matrix van afmeting {\displaystyle (m+p)\times (n+q)} gedefinieerd als
{\displaystyle A\oplus B={\begin{bmatrix}A&0\\0&B\end{bmatrix}}={\begin{bmatrix}a_{11}&\cdots &a_{1n}&0&\cdots &0\\\vdots &\ddots &\vdots &\vdots &\ddots &\vdots \\a_{m1}&\cdots &a_{mn}&0&\cdots &0\\0&\cdots &0&b_{11}&\cdots &b_{1q}\\\vdots &\ddots &\vdots &\vdots &\ddots &\vdots \\0&\cdots &0&b_{p1}&\cdots &b_{pq}\end{bmatrix}}}
Bijvoorbeeld:
{\displaystyle {\begin{bmatrix}1&3&2\\2&3&1\end{bmatrix}}\oplus {\begin{bmatrix}1&6\\0&1\end{bmatrix}}={\begin{bmatrix}1&3&2&0&0\\2&3&1&0&0\\0&0&0&1&6\\0&0&0&0&1\end{bmatrix}}}
Merk op dat de directe som van twee vierkante matrices een bogenmatrix van een graaf of een multigraaf kan weergeven met één component voor elke direct op te tellen element.
Merk ook op dat enig element in de directe som van twee vectorruimten van  matrices kan worden weergegeven als de directe som van twee matrices.
In het algemeen kan de directe som van {\displaystyle n} matrices geschreven worden als:
{\displaystyle \bigoplus _{i=1}^{n}A_{i}={\mbox{diag}}(A_{1},A_{2},A_{3},\ldots ,A_{n})={\begin{bmatrix}A_{1}&0&\ldots &0\\0&A_{2}&\ldots &0\\\vdots &\vdots &\ddots &\vdots \\0&0&\ldots &A_{n}\end{bmatrix}}.}

## Eigenschappen van de matrixoptelling
De matrixoptelling heeft enkele eigenschappen. Als {\displaystyle A}, {\displaystyle B} en {\displaystyle C} reële {\displaystyle m\times n}-matrices zijn, dan geldt:
- Inwendigheid: de matrixsom van {\displaystyle A} en {\displaystyle B} geeft opnieuw een {\displaystyle m\times n}-matrix

- Commutativiteit: {\displaystyle A+B=B+A}

- Associativiteit: {\displaystyle A+B+C=(A+B)+C=A+(B+C)\,}

- Neutraliteit: zij {\displaystyle O} een nulmatrix, dan is {\displaystyle A+O=O+A=A}

- Symmetrie: zij {\displaystyle -A} de matrix die ontstaat uit {\displaystyle A} door van alle elementen het tegengestelde te nemen, dan geldt dat {\displaystyle A+(-A)=(-A)+A=O}